# Holger Kunkel

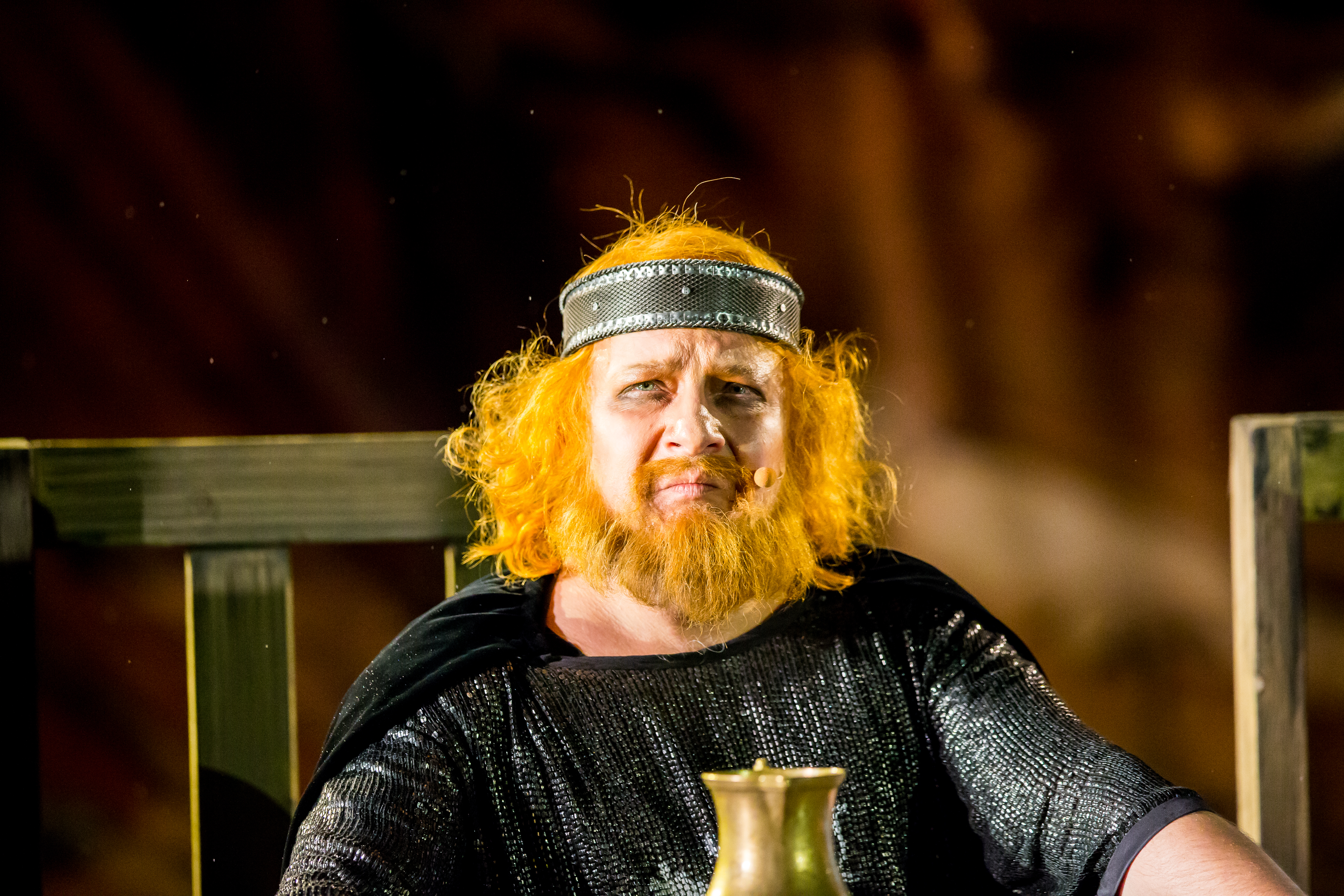
Holger Kunkel als „König Gunter“ bei den Nibelungenfestspielen in Worms 2015

Holger Kunkel (* 16. Juni 1965 in Berlin) ist ein deutscher Schauspieler.

## Leben
Seine Ausbildung absolvierte Kunkel von 1985 bis 1989 an der Hochschule der Künste in Berlin und im Herbert Berghof Studio in New York. Sein erstes Engagement führte ihn 1989 an die Wuppertaler Bühnen unter der Intendanz Holk Freytag. 1991 erhielt er den Kritikerpreis als Bester Nachwuchsdarsteller in Nordrhein-Westfalen. Seit 2005 ist Kunkel Mitglied der Deutschen Filmakademie. Seine internationale Theaterarbeit führte ihn u. a. auf Festivals in Rom, Haifa, Jerusalem, Caracas und B. Aires. Von September 2007 bis 2012 war er Ensemblemitglied des Grillo-Theaters in Essen und war in den Spielzeiten 2010 bis 2012 fester Gast am Schauspielhaus Bochum und am Schauspiel Köln. Hier kam es zu intensiven Zusammenarbeiten mit den Regisseuren Paolo Magelli, David Bösch, Anselm Weber, Dieter Giesing u. v. m. Von 2007 bis 2012 war Kunkel Lehrbeauftragter an der Folkwang Universität der Künste im Studiengang Musical. Seit der Spielzeit 2012/13 ist er Mitglied des Ensembles des Theater Freiburg. Holger Kunkel arbeitet seit 1989 fortlaufend als Filmschauspieler in nationalen und internationalen Film- und Fernsehproduktionen.

## Filmografie

### Kino
- 1989: Hitlerjunge Salomon
- 1992: Alarm in Sköldgatan
- 1995: Lorenz im Land der Lügner
- 1999: Nichts als die Wahrheit
- 2001: Shadowman
- 2004: Allein
- 2006: Das Konklave
- 2006: Elvis & Ich
- 2006: B wie Berlin
- 2007: Das Konklave
- 2020: Libra

### Fernsehen
- 1992–1994: Die Wache (RTL)
- 1995: Guten Morgen Mallorca (RTL)
- 1996: Frauen morden leichter (ZDF)
- 1996: Dark Zone
- 1997: Tatort – Bombenstimmung (ARD)
- 1998: Polizeiruf 110 – Rot ist eine schöne Farbe
- 1998: Edgar Wallace (RTL)
- 1998: Lexx – The Dark Zone
- 1998: Platzeks letzte Chance
- 1999: Der letzte Zeuge (1 Folge)
- 1999: Ärzte: Kinderärztin Leah (ARD)
- 1999: Im Namen des Gesetzes (RTL)
- 1999: Auf schmalem Grat (ZDF)
- 2000: Keusche Göttin (RTL)
- 2000: Helicops (Sat.1)
- 2000: Die Cleveren (RTL)
- 2001: Jagd auf den Plastiktüten-Mörder
- 2001: Alphateam – Die Lebensretter im OP (Sat.1)
- 2001: Sommer + Bolten – Gute Ärzte, keine Engel (Sat.1)
- 2002: Tatort – Zahltag (ARD)
- 2002: Wolffs Revier (Sat.1)
- 2002: Verliebte Diebe (ARD)
- 2002: Ohne Furcht und Tadel (ZDF)
- 2002: Die Höhle der Löwin (ARD)
- 2002: Der Bulle von Tölz (Sat.1)
- 2003: Praxis Bülowbogen (ARD)
- 2003: Medicopter 117 (RTL)
- 2003: Mit Herz und Handschellen (Sat.1)
- 2003: Großstadtrevier (ARD)
- 2004: Abschnitt 40 (RTL)
- 2004: Paranoia’s Box (ZDF)
- 2005: SOKO Wismar (ZDF)
- 2005: Bezaubernde Nanny (Sat.1)
- 2005: Pfarrer Braun: Kein Sterbenswörtchen (ARD)
- 2005: Nicht alle waren Mörder (ARD)
- 2005: Hölle im Kopf
- 2006–2007: Hinter Gittern – Der Frauenknast (RTL)
- 2007: R. I. S. – Die Sprache der Toten (Sat.1)
- 2007: Großstadtrevier (ARD)
- 2009: Es liegt mir auf der Zunge (ARD)
- 2009: Nichts als Ärger mit den Männern (ARD)
- 2009: Notruf Hafenkante – Ein guter Plan (ZDF)
- 2010: Tatort – Klassentreffen (ARD)
- 2010: Alles was Recht ist (ARD)
- 2010: Tatort – Spargelzeit (ARD)
- 2010: Meine wunderbare Familie (RTL)
- 2011: Alles was recht ist – Sein oder Nichtsein
- 2011: Die Entscheidung (ZDF)
- 2012: Plötzlich 70! (SAT1)
- 2012: Tatort – Tote Erde (ARD)
- 2012: Jahr des Drachen (WDR, ARD)
- 2013: Der Rücktritt (Sat.1)
- 2013: 37 Days (BBC)
- 2014: Ein offener Käfig (SWR, ARD)
- 2014: Nichts für Feiglinge (ARD)
- 2014: Tatort – Eine Frage des Gewissens (ARD)
- 2015: SOKO Köln – Nico (ZDF)
- 2016: Tatort – Fünf Minuten Himmel
- 2017: Charité (ARD)
- 2017: Bella Block: Stille Wasser (ZDF)
- 2018: WaPo Bodensee (ARD)
- 2022: Die Drei von der Müllabfuhr (ARD)

### Theater
- 2023: Was Ihr Wollt, Regie: Lydia Bunck (Theater Freiburg)
- 2023: Medea von Simon Stone, Regie: Kamile Gudmonaite (Theater Freiburg)
- 2022: Der Trafikant, Regie: Eike Weinreich (Theater Freiburg)
- 2020: Hedda Gabler, Regie: Lydia Bunck (Theater Freiburg)
- 2019: Der Sandmann, Regie: Stef Lernous (Theater Freiburg)
- 2017: Der Kirschgarten, Regie: Amir Reza Koohestani (Theater Freiburg)
- 2017: Wassa Schelesnowa / Die Mutter, Regie: vom Kühnel (Theater Freiburg)
- 2017: Black Forrest Chain Saw Opera, Regie: Stef Lernous (Theater Freiburg)
- 2016: Unterwerfung, Regie: Thomas Krupa (Theater Freiburg)
- 2016: For Sale, Regie: Clemens Bechtel (Theater Freiburg)
- 2015: Gemetzel, Regie: Thomas Schadt (Nibelungen Festspiele Worms)
- 2015: Immer noch Sturm, Regie: Thomas Krupa (Theater Freiburg)
- 2015: Der Diener zweier Herren, Regie: Robert Schuster (Theater Freiburg)
- 2014: Die Schutzbefohlenen, Regie: Michael Simon (Theater Freiburg)
- 2014: Die Agonie und Ekstase des Steve Jobs, Regie: Robert Teufel (Theater Freiburg)
- 2013: Deportation Cast, Regie: Frank Oberhäuser (Theater Freiburg)
- 2013: Gottes Kleiner Krieger, Regie: Jarg Pataki (Theater Freiburg)
- 2013: Eine Woche voller Samstage
- 2013: Prinz Friedrich von Homburg, Regie: Felicitas Brucker (Theater Freiburg)
- 2012: Woyzeck, Regie: David Bösch (Schauspielhaus Bochum)
- 2012: Nathan der Weise, Regie: Lisa Nielebock (Schauspielhaus Bochum)
- 2012: Elementarteilchen, Regie: Christoph Frick (Theater Freiburg)
- 2012: Die Jungfrau von Orleans, Regie: Felicitas Brucker (Theater Freiburg)
- 2012: Michael Kohlhaas, Regie: Christoph Ross (Schauspiel Essen)
- 2013: Eine Woche voller Samstage, Regie: Inda Buschmann (Theater Freiburg)

## Hörspiele
- 2014: Iris Drögekamp: Als mein Vater ein Busch wurde und ich meinen Namen verlor – Regie: Iris Drögekamp (Kinderhörspiel – SWR)